# 矢野デイビット
矢野 デイビット（やの デイビット、1981年4月7日 - ）は、ガーナ出身で日本人の父とガーナ人の母との間に生まれた日本国籍のシンガーソングライター、活動家、ナレーター、俳優、モデル。一般社団法人Enije代表理事。明星大学客員講師。元サッカー選手の矢野マイケルは実兄。

## 人物・来歴
ガーナにて、日本人の父とガーナ人の母の間に3兄弟の次男として生まれる。
6歳で日本に移住し、7歳で建築家をしていた父親の仕事でフィリピンに渡り、帰国後家庭内の事情から8歳から18歳まで日本の児童養護施設で育つ。児童養護施設時代、ピアノとサッカーの教育に恵まれ高校時代は東海大菅生高校でサッカーに明け暮れた。
18歳で男性用ファッション雑誌のモデルとして活動。その後Eneloop等CM、「日立 世界・ふしぎ発見!」「5時に夢中」「すぽると!」等のTV出演、宮本亜門のミュージカル「グレイ・ガーデンズ」や映画「僕達急行 A列車で行こう」等に出演。創られる側から創る側へと思い立ち音楽家になる。
22歳で初めてガーナに帰りカルチャーショックを受けるも25歳に再び訪れたガーナで運命の少年と出会い、「誰にも守ってもらえない子どもたちを守る大人になる」と決意し国際協力の活動を始める。ガーナで初めて日本独自の文化である運動会を開催。教育を柱に学校建設や教育者の教育に力を注いでいる。寄付の集め方は「楽しんだ代価をチャリティーに」することを主とし、アフリカの文化を味わうイベントや味の素スタジアム等でのチャリティーフットサル大会を開催した収益で学校をつくっている。
27歳の時に出演したドキュメンタリー映画HAFUでは、世界中から反響を呼び、全国で人権問題や多文化共生、国際協力などのテーマで講演を多数行っている。
テレビ番組「5時に夢中」を最後に再び音楽活動に専念し、2013年の誕生日パーティーに参加した約200名の前で、サプライズとして同じく音楽活動をしていた兄矢野マイケルと弟の矢野サンシローとともにステージで歌った。このことがきっかけでYANO BROTHERSを結成。
音楽活動とともに国際協力や児童養護施設での福祉活動を行い、2017年明星大学客員講師に就任。

## 出演その他

### ミュージカル/舞台
- 「GREY GARDENS」演出：宮本亜門
- 「風が強く吹いている」原作：三浦しをん

### 映画
- 「HAFU」
- 「僕達急行 A列車で行こう」
- 「ちゃんこ」
- 「ハンサム★スーツ」
- 「まぜこぜ一座殺人事件」[1]

### MV
- 「Love is... 」加藤ミリヤ

他

### テレビ番組
- 5時に夢中!（MXTV）
- 日立 世界・ふしぎ発見!（TBS）
- ハートネットTV（2015年・2016年、NHK）
- FOOT×BRAIN（テレビ東京）
- すぽると!（フジテレビ）
- NHK高校講座（NHK）
- ザ・ゴールデンアワー（MXTV）

### CM
- インテル
- Eneloop
- SONY AV機器
- 富士フイルム
- ドワンゴ英語漬け
- NTTドコモ
- マルハン
- アースウォーカー
- HITACHI　ワイドヴィジョン
- アサヒカクテルパートナー
- リカルデント
- コニカミノルタ
- ダイハツ工業（TNP）

他

### 雑誌
- BRIO
- PEN
- LSSW
- woofin
- 411
- LUXG
- STANCE US
- Zipper
- 週刊金曜日
- 女性自身
- 文芸春秋